# Ulanen

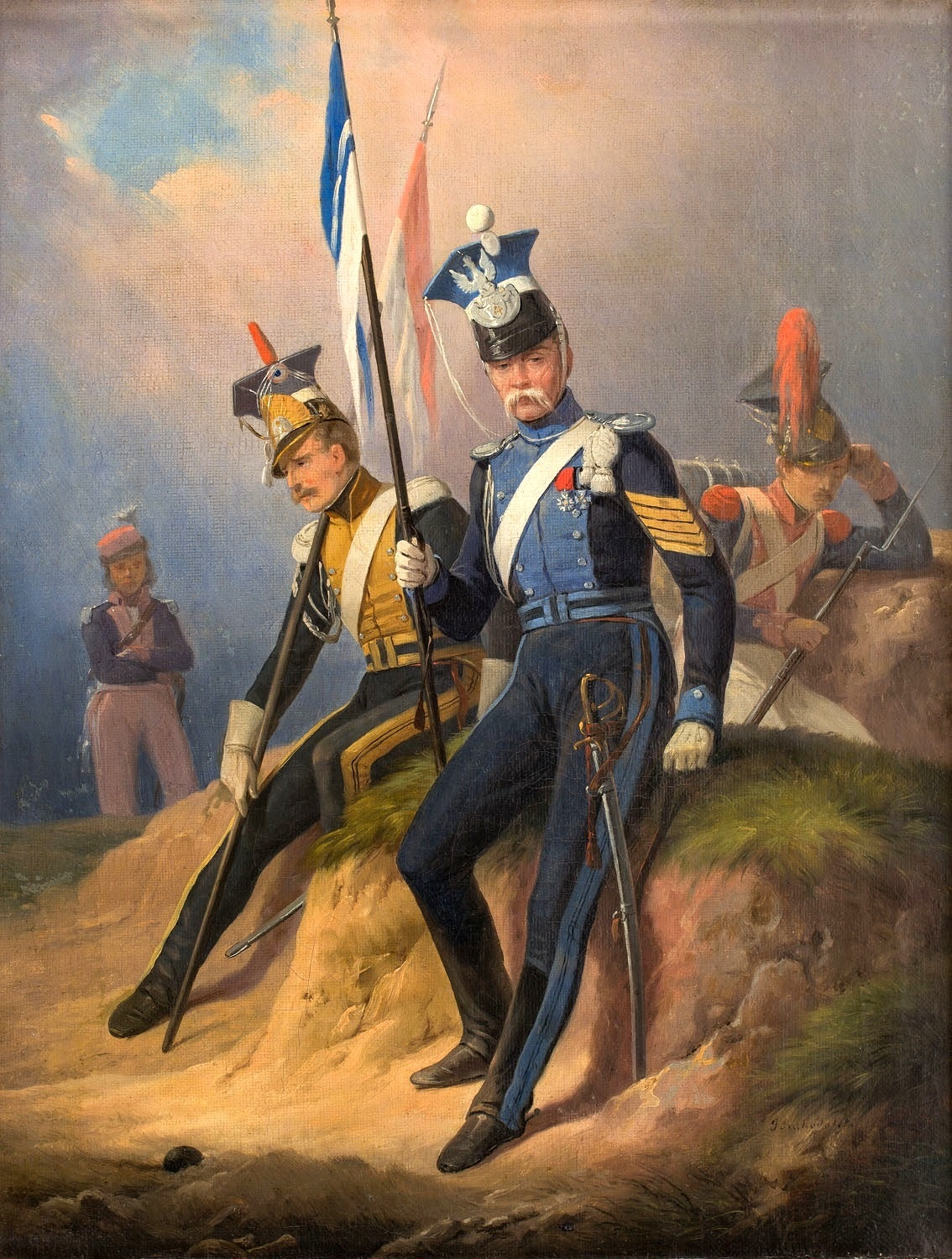
Polnische Ulanen 1807–1815, Gemälde von January Suchodolski

Als Ulanen, auch Uhlanen, polnisch ułani, bezeichnet man eine mit Lanzen bewaffnete Gattung der Kavallerie. Sie verbreitete sich in der ersten Hälfte des 19. Jahrhunderts in fast allen größeren Heeren und hat ihren Ursprung in den polnisch-litauischen Flügelhusaren.

## Etymologie
Das Wort Ulanen ist vom türkischen Wort oğlan, „junger Mann“, abgeleitet. Eine andere Theorie betrachtet Alanen als Wurzel. In Polen wird das türkische oğlan aus der mongolischen Sprache abgeleitet, hierin etwa mit der Bedeutung „tapferer Krieger“.

## Geschichte und Auftrag
Als im 17. Jahrhundert in Europa langsam die stehenden Heere aufkamen und zugleich auch die Lanzierer als letztes Relikt eines Ritterheeres verschwanden, blieb die Adelsrepublik Polen-Litauen das einzige Land, das mit der Hussaria eine reguläre Kavallerie mit Lanzen unterhielt. Aus dieser entwickelten sich dort langsam die Ulanen. Als im späten 18. Jahrhundert im Zuge der polnischen Teilungen immer mehr polnische Gebiete unter die Herrschaft Preußens, Russlands und der Habsburgermonarchie gerieten, begannen diese Staaten, dort Lanzenreiter für ihre eigenen Streitkräfte aufzustellen. Während der Koalitionskriege kamen über die polnischen Legionen Ulanen in die Armeen Italiens und schließlich auch des napoleonischen Frankreichs, wo sie so populär wurden, dass man sie während des 19. Jahrhunderts schließlich in fast allen größeren Heeren nachahmte. Allerdings stellte man in Frankreich und bei seinen Nachahmern die entsprechenden neuen Regimenter meist nicht durch Rekrutierung von Polen auf, sondern durch Umwandlung einheimischer Truppenteile. Im Zeitalter der Lineartaktik waren Ulanen insbesondere dabei nützlich, mit ihren langen Lanzen die ansonsten für Kavallerie schwer zu überwindenden Bajonettreihen der gegnerischen Infanteriekarrees aufzubrechen. Die Zuordnung zur schweren oder leichten Kavallerie variierte von Land zu Land: In Preußen zählten sie bis zu den Scharnhorstschen Reformen zur leichten und danach zur schweren Kavallerie, in Großbritannien zur leichten Kavallerie und in Frankreich zur mittleren Kavallerie. Dort, wo sie zur leichten Kavallerie zählten, wurden sie auch vermehrt für deren Aufklärungs- und Sicherungsaufgaben sowie den Kleinen Krieg eingesetzt, während sie als Teil der schweren Kavallerie überwiegend als Schlachtenkavallerie Verwendung fanden. Mit der Entwicklung zuverlässigerer, zielgenauerer und weitreichender Schusswaffen schwand in der zweiten Hälfte des 19. Jahrhunderts die Bedeutung der gesamten Kavallerie und damit auch der Ulanen. Im Ersten Weltkrieg kämpften daher die Ulanen meist nicht mehr zu Pferd, sondern infanteristisch, insbesondere da der Stellungskrieg mit seinen großangelegten Stacheldrahthindernissen einen berittenen Einsatz faktisch unmöglich machte. Oft mussten die Pferde an die Artillerie zur Bespannung der Geschütze abgegeben werden. Mit dem Untergang der polnischen Ulanen beim deutschen Überfall auf Polen (Gefecht bei Krojanty) endete die Verwendung der Lanze im Gefecht. Heute sind nur mehr einige Truppenteile zu Repräsentationszwecken mit ihr ausgestattet.

## Erscheinungsbild

### Charakteristische Uniformteile
Ursprünglich war die Uniform stark an die polnische Nationaltracht angelehnt. Typisch war eine viereckige Kopfbedeckung, die Tschapka (von polnisch czapka, „Mütze“), später auch Rogatywka, etwa „Eckenmütze“, oder Konfederatka, „Bundesmütze“, genannt. Sie stammt von der Kopfbedeckung in der Volkstracht (Krakowiak) der Gegend von Krakau ab und ist noch heute, in verschiedenen modernisierten Formen, wieder die Mütze der polnischen Landstreitkräfte. Im militärischen Gebrauch lehnte sich die Tschapka entsprechend der jeweils herrschenden Mode an Tschako und Pickelhaube an, behielt aber stets ihren viereckigen Deckel. Rosshaar- oder Federbüsche jedoch wurden anders als bei diesen nicht mittig, sondern seitlich angebracht und die Tschapka so schräg aufgesetzt, dass der Busch dann doch gerade in der Mitte stand.
Um 1800 kam als charakteristischer Typ des Uniformrocks die Kurtka mit abzeichenfarbigem Plastron in Verwendung und wurde später durch eine entsprechende Variante des Waffenrocks (Ulanka) abgelöst.

### Bewaffnung

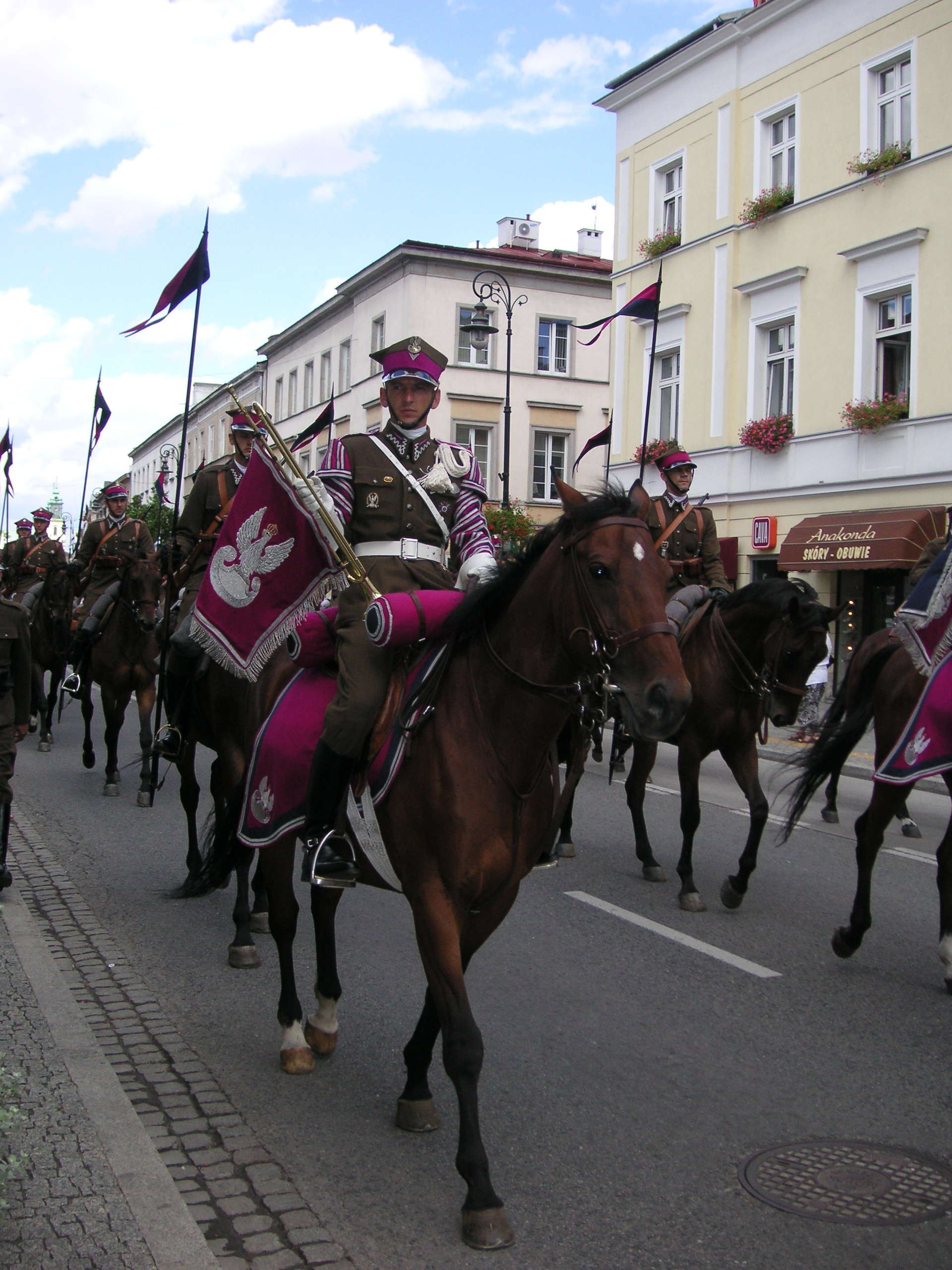
Ulanen: Eine heutige polnische Ulanenformation in Paradeuniform

Neben der Lanze trugen die Ulanen Säbel. Daneben führten insbesondere ihre Offiziere auch Pistolen. Offiziere und Trompeter trugen in der Regel keine Lanzen. Später kamen in vielen Ländern Karabiner hinzu. Das Lanzenfähnchen war meist zweifarbig. Die Farbkombination diente neben der Abzeichenfarbe der Unterscheidung der Regimenter.

## Ulanen einzelner Staaten
(Polen ist hier wegen seiner Bedeutung für die Entstehung der Truppengattung abweichend vom Alphabet zuerst genannt.)

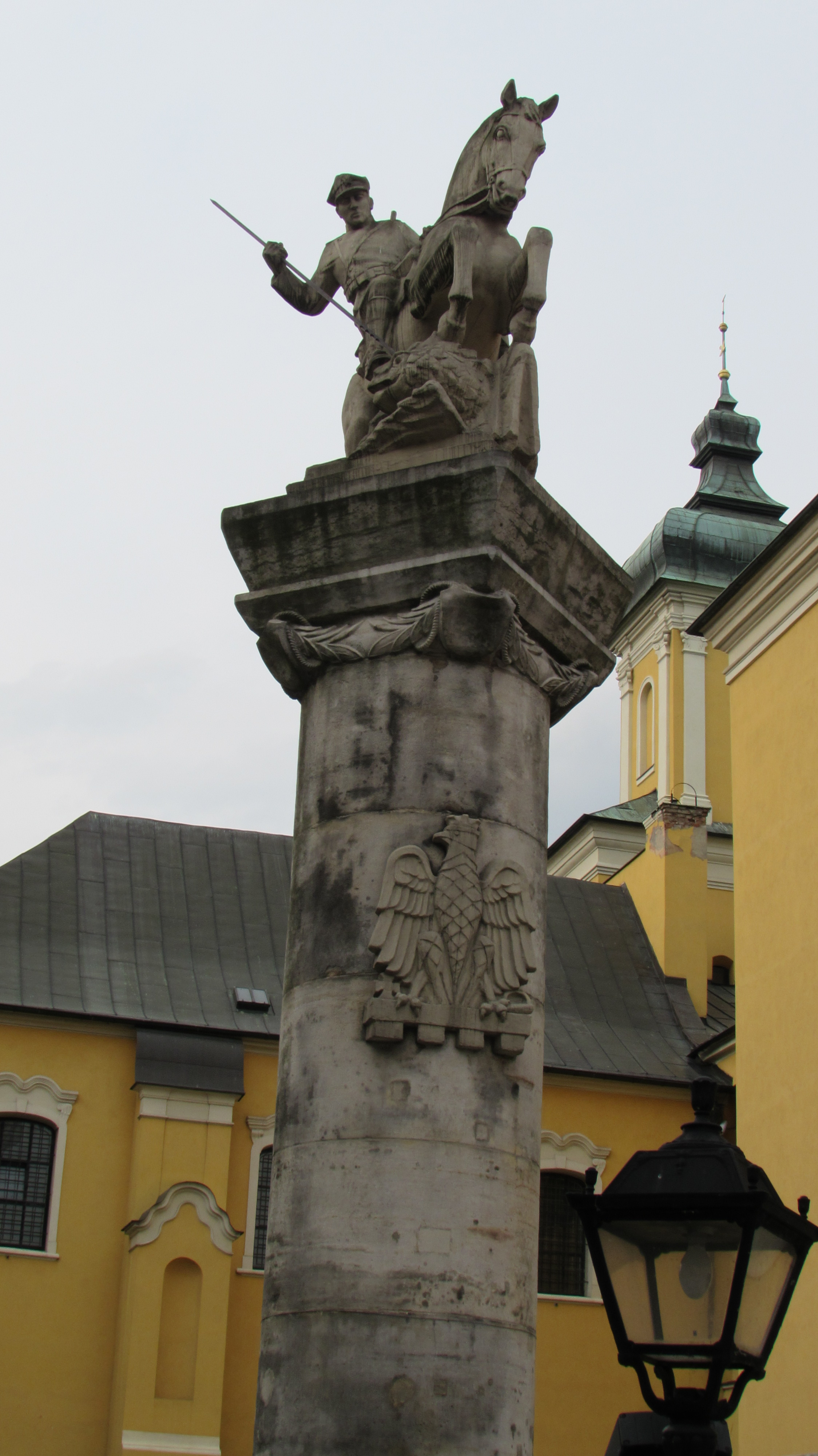
Denkmal zu Ehren des 15. Regiments in Posen

### Polen
Die Entstehung der Ulanen als Kavallerietyp wird auf die Traditionen der Mongolen und Lipka-Tataren zurückgeführt, die sich im Großfürstentum Litauen, also im späteren Osten der polnischen Adelsrepublik, ab dem 14. Jahrhundert niederließen. Lanzenreiter (Hussaria) bildeten das Rückgrat der polnischen Truppen in der frühen Neuzeit und waren 1683 maßgeblich am Entsatz von Wien beteiligt. Die ersten auch so benannten Ulanenregimenter waren im frühen 18. Jahrhundert in Polen anzutreffen. Der letzte polnische König Stanislaus II. August Poniatowski stellte ein Ulanen-Regiment als königliche Garde auf. Unter Napoléon dienten in der französischen Armee mit großem Erfolg vier aus polnischen Freiwilligen rekrutierte Ulanen-Regimenter und machten so die Lanzenreiter europaweit wieder populär. In den Streitkräften des Herzogtums Warschau stellten die Ulanen den Großteil der Reiterei.
Zu Beginn der russischen Fremdherrschaft hatte Kongresspolen noch eine teilweise Scheinselbständigkeit, wozu auch ein unter russischem Befehl stehendes kleines Heer zählte, dessen Kavallerie fast vollständig aus Ulanen bestand. Nach dem Aufstand von 1830 wurde auch dieser Rest polnischer Souveränität vom Zaren aufgehoben.
Der spätere Marschall Piłsudski formierte in österreich-ungarischen Diensten eine polnische Brigade, deren Ulanen-Regiment 1914 als erster Truppenteil der k.u.k.-Armee das ehemalige Kongresspolen betrat.
Bei Errichtung des Heeres der Zweiten Polnischen Republik war die Erinnerung an die ausgezeichnete Rolle der polnischen Ulanen unter Napoleon noch so lebendig, dass die Armee stark „ulanenlastig“ wurde. Ihre Bewaffnung bestand neben der klassischen Ulanenbewaffnung bald auch aus Maschinengewehren. Im polnisch-sowjetischen Krieg 1919–1921 schlugen polnische Ulanen die vorrückende sowjetische Kavallerie-Armee von Budjonny.
Bis 1939 wurden insgesamt 40 Kavallerie-Regimenter aufgestellt, darunter 27 Ulanenregimenter. Die Unterschiede bestanden jedoch vor allem in unterschiedlichen Uniformen und Traditionen. Die Pferde wurden zu dem Zeitpunkt hauptsächlich als Transportmittel eingesetzt. Im Krieg gegen Deutschland kam es 1939 angeblich zu Reiterattacken auf deutsche Panzer. Die Wehrmacht schrieb im September 1939, es habe einen „beinahe grotesken Angriff eines polnischen Ulanenregiments gegen einige unserer Panzer“ gegeben. Noch Joachim Fest übernahm diese Darstellung in seiner Hitler-Biografie, indem er von der „tödlichen Donquichotterie einer polnischen Kavallerieattacke gegen deutsche Panzereinheiten“ schrieb. Siehe dazu Gefecht bei Krojanty. Laut Janusz Piekałkiewicz in Krieg der Panzer ist kein Fall einer bewusst gerittenen Attacke der polnischen Kavallerie gegen Panzer bekannt. Gelegentliche berittene Attacken auf deutsche Infanterie ergaben sich nur zufällig und wurden dann auch meist erfolgreich durchgeführt. Kampf und Untergang der polnischen Ulanen porträtierte der polnische Regisseur Andrzej Wajda, selbst Sohn eines Ulanenoffiziers, zwanzig Jahre später in seinem Film Lotna.
Die polnische Heimatarmee nahm unter deutscher Besatzung einen Guerillakrieg gegen Wehrmacht und SS auf. In ihren Reihen befanden sich nur noch wenige kleine Ulanen-Einheiten, die sich gut in den Wäldern bewegen konnten. Bei der polnischen Exilarmee unter britischem Kommando („Anders-Armee“) bestand ein Karpatisches Ulanenregiment (Pułk Ułanów Karpackich), das als Panzeraufklärungseinheit zunächst im Afrikafeldzug und dann mit dem 2. Polnischen Korps in Italien diente. 1943 wurden von der polnischen Exilarmee in sowjetischen Diensten drei Ulanen-Regimenter aufgestellt.
1949 wurden die Ulanen als Kampftruppen in Polen endgültig abgeschafft. Im Jahr 2000 wurde jedoch zu Repräsentationszwecken wieder eine kleine Ulanen-Einheit aufgestellt, um die Tradition dieser für die polnische Militärgeschichte so prägenden Waffengattung aufrechtzuerhalten.
Ein verbreitetes Soldatenlied der Ulanen war Hej hej ułani.

### Deutschland

#### Bayern
Von 1813 bis 1822 bestand in der Bayerischen Armee ein Ulanenregiment, das nach österreichischem Vorbild bewaffnet und uniformiert war. 1863 wurden wieder drei neue Regimenter aufgestellt, von denen eines 1867 aufgelöst wurde.
Das 1. Regiment „Kaiser Wilhelm II., König von Preußen“ war anfangs in Dillingen und Augsburg, später in Bamberg stationiert, das 2. Regiment „König“ in Ansbach.

#### Berg
Im napoleonischen Großherzogtum Berg bestanden zwei Regimenter Chevaulegers-Lanciers. Nach Untergang des Großherzogtums wurden deren Reste in die preußische Armee als Husarenregiment Nr. 11 übernommen.

#### Preußen

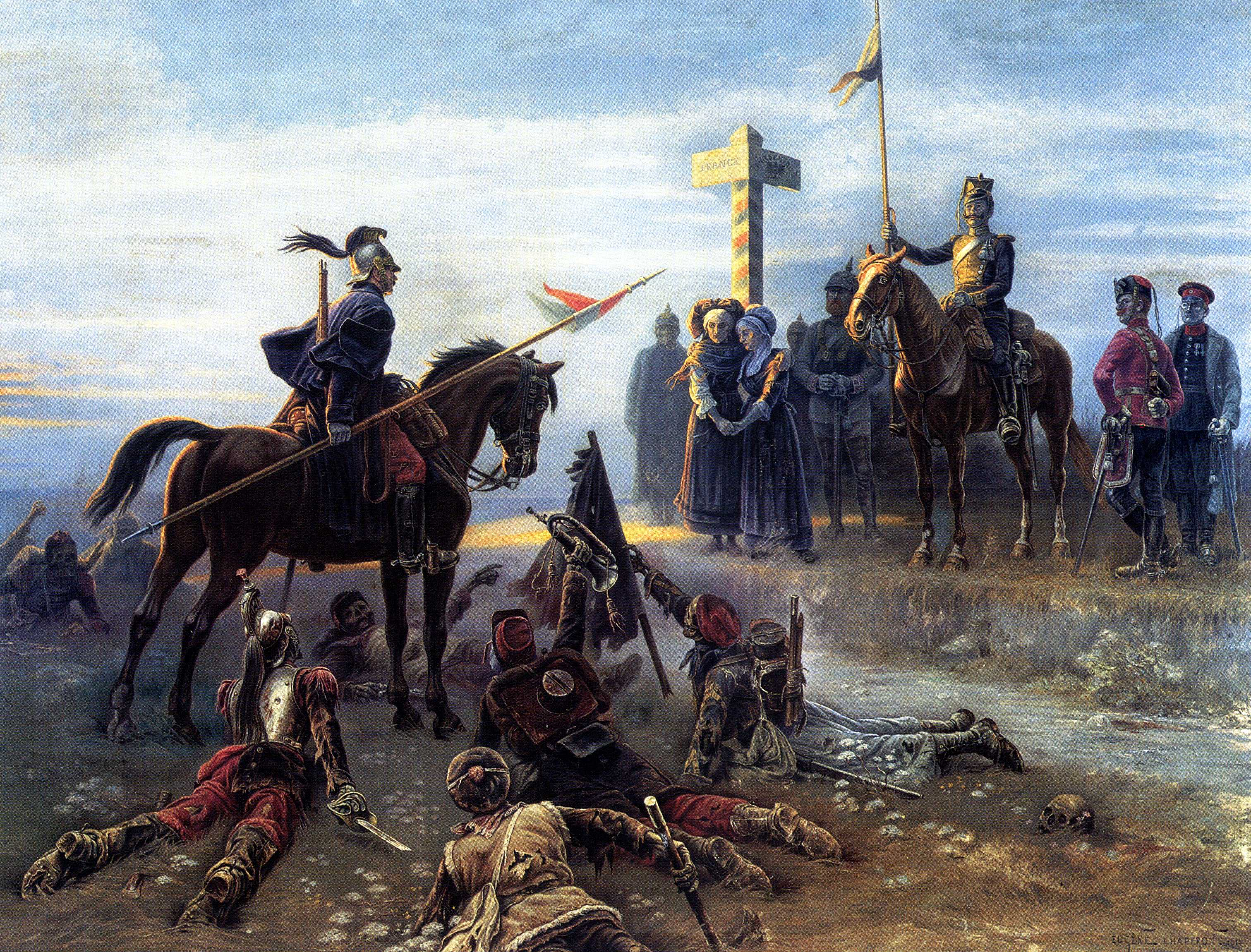
„Les vedettes“ Auf diesem Gemälde von Eugène Chaperon wird auf deutscher Seite ein Ulan als zentrale Figur der deutschen Besatzer Elsaß-Lothringens dargestellt.

Friedrich der Große übernahm 1741 Lanzenreiter in seine Kavallerie als Antwort auf die Erfolge von ungarischen Panduren und polnischen Reitern in sächsischen Diensten, deren Leistungsfähigkeit er im Österreichischen Erbfolgekrieg spüren musste. Mit gegnerischen Deserteuren (unter ihnen Bosnier und Kosaken) und Angehörigen des niedrigen polnischen Adels wurden Schwadronen leichter Kavallerie gebildet, die mit langen Lanzen bewaffnet als Späh- und Stoßtrupps gegen den Feind eingesetzt wurden. Ganz der Mode dieser Zeit gemäß wurden die Neuankömmlinge in exotischen Kostümen mit Turbanen, Kaftans und weiten türkischen Hosen uniformiert. Dieses mehrfach umgegliederte Bosniaken-Korps wurde 1800 in Towarzysz-Regiment umbenannt. Nach der Katastrophe von 1806/07 (Vierter Koalitionskrieg) wurden aus seinen Resten die ersten beiden Ulanenregimenter gebildet, die jedoch zur schweren Kavallerie gezählt wurden und deren Zahl bis 1914 auf 16 Linien- und drei Garde-Regimenter anwuchs. Während der Besatzung von Teilen Frankreichs nach dessen Niederlage von 1870/71 wurde der Ulan als typisch deutscher Besatzer empfunden, was sich auch in Bilderbüchern für Kinder niederschlug. 
Im Jahre 1884 ersetzte der Karabiner die Lanze als neue Hauptbewaffnung der Ulanen. Die Lanze blieb jedoch weiter im Gebrauch und wurde um 1890 sogar in allen deutschen Kavallerieregimentern eingeführt.

#### Sachsen
Aufgrund der lange währenden Personalunion mit Polen dienten polnische Ulanen bereits früh mit der Armee der sächsischen Kurfürsten, blieben dabei aber formal immer im Dienst Polens. Das Chevaulegers-Regiment „Prinz Clemens“ der sächsischen Armee führte von 1811 bis 1820 Lanzen. 1867 wurden zwei Ulanenregimenter errichtet, die nach der Reichsgründung 1871 die Nummer 17 (Garnison Oschatz) bzw. 18 (Garnison Geithain, ab 1897 Leipzig) führten. 1905 kam mit Nummer 21 (Garnison Zeithain, ab Oktober 1905 Chemnitz) ein drittes hinzu.

#### Westfalen
Im napoleonischen Königreich Westphalen bestanden zwei Linien- und ein Garderegiment Chevaulegers-Lanciers. Nach Untergang des Königreichs wurden deren Reste in die preußische Armee übernommen.

#### Württemberg

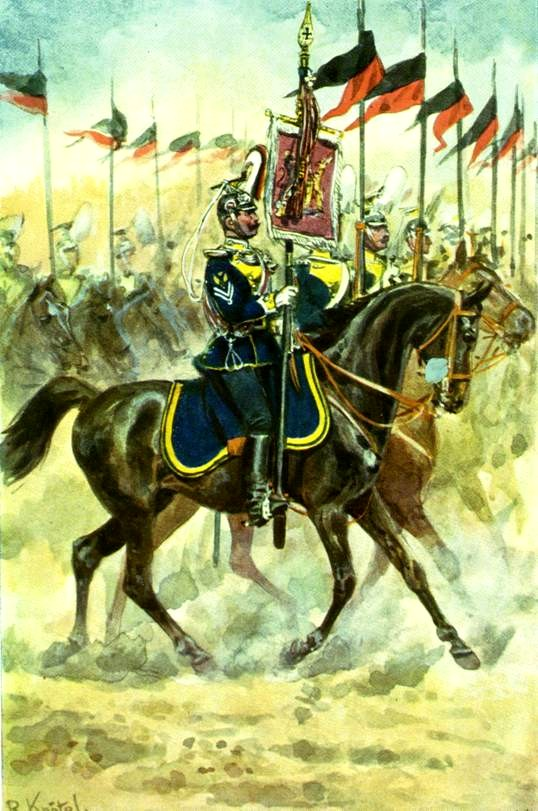
Ulanenregiment König Wilhelm I. (2. Württembergisches) Nr. 20

Nach der Reichsgründung wurden zwei der württembergischen „Reiter-Regimenter“ in Ulanen umgewandelt (Nr. 19 und 20).

#### Weimarer Republik
Die Reichswehr verfügte über eine Einheitskavallerie mit 3,20 m langen Stahlrohrlanzen, diese wurden jedoch 1927 abgeschafft.

### Frankreich

#### Ancien Régime
Während des Ancien Régime wurden lediglich die Volontaires de Saxe teilweise als Ulanen ausgestattet.

#### Napoleonische Kriege
Unter Napoléon wurden in Frankreich Ulanenregimenter aufgestellt, und zwar zunächst als Kavallerie der polnischen Weichsellegion in französischen Diensten. Als der Kaiser 1806 nach der Befreiung Polens in Warschau einzog, stellten polnische Adelige eine berittene Ehrengarde, deren tadellose Haltung den Kaiser so beeindruckte, dass er die Errichtung eines polnischen Chevaulegers-Regiments für seine Kaisergarde befahl. Erst 1809 erhielt das Regiment Lanzen, nachdem es bereits in der Schlacht bei Wagram spontan erbeutete österreichische Lanzen gegen deren Vorbesitzer eingesetzt hatte. Die Bezeichnung wurde in Chevauleger-lanciers geändert. 1810 trat ein 2. Garde-Regiment hinzu, das aus den Gardehusaren des aufgelösten Königreichs Holland gebildet wurde. 1812 wurde aus Polen und Litauern ein 3. Regiment aufgestellt, das jedoch noch im selben Jahr in Russland völlig aufgerieben wurde. Zeitweilig war auch das Regiment Chevau-légers du Grand-duché de Berg der Garde zugeordnet. 1811 wandelte man sechs Regimenter Dragoner zu Chevauleger-lanciers der Linienkavallerie um (sie zählten wie die Dragoner zur mittleren Kavallerie), die Kavallerie der Weichsellegion wurde zum 7. und 8. Linienregiment, das 9. bildete man aus norddeutschen Kavallerieeinheiten. Bei der ersten Abdankung Napoleons begleitete eine Schwadron polnischer Gardeulanen den Kaiser als einzige Kavallerieeinheit nach Elba, die polnischen und deutschen Regimenter wurden aufgelöst. 1815 wurde die Schwadron aus Elba mit dem holländischen Regiment vereinigt und kämpfte bei Waterloo.

#### 19. Jahrhundert
Unter der 2. Restauration bestand zunächst nur ein Garderegiment, bei den Jägern zu Pferd waren die vierten Eskadronen eines jeden der 24 Linienregimenter mit der Lanze bewaffnet. Die Bezeichnung lautete nunmehr Chasseurs-lanciers bzw. lanciers. Mit Auflösung der königlichen Garde infolge der Julirevolution von 1830 wurde dessen Ulanenregiment als Lanciers de Orleans zur Linie überstellt. 1831 kamen fünf und 1836 zwei weitere hinzu. 1855 wurde eines für die Kaisergarde aufgestellt. Nach dem Untergang des Zweiten Kaiserreiches im Deutsch-Französischen Krieg von 1870/1871 wurde diese Kavalleriegattung beim Wiederaufbau des Heeres in Frankreich nicht mehr aufgestellt.

### Großbritannien und Kolonien

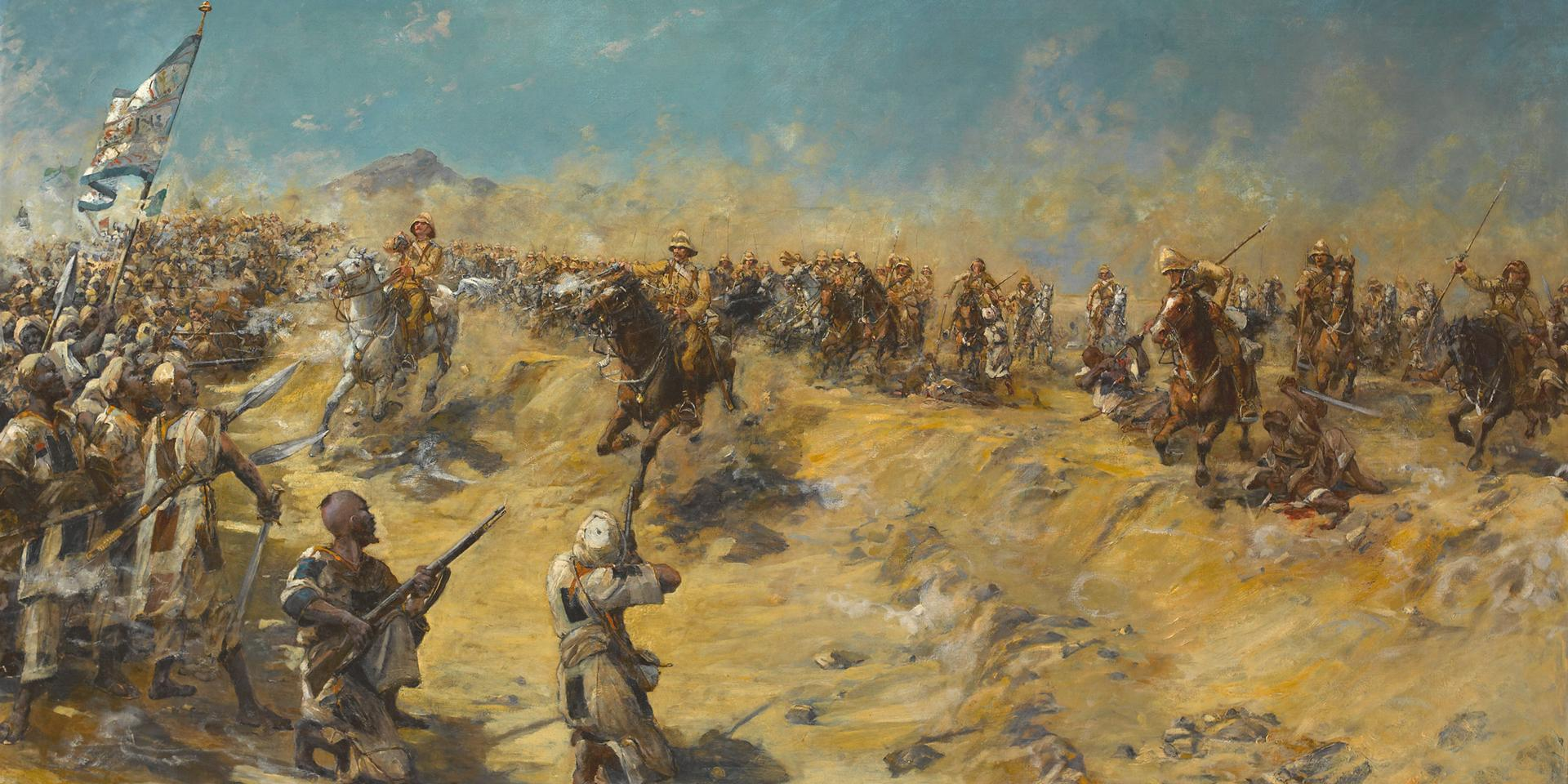
Die 21st Lancers in der Schlacht von Omdurman

In der britischen Armee wurden Ulanen erst nach den Napoleonischen Kriegen aufgestellt und als lancers bezeichnet. Sie wurden auf fast allen Kriegsschauplätzen des Britischen Empire eingesetzt: So gilt der Angriff der 21st Lancers in der Schlacht von Omdurman, an dem auch Winston Churchill als junger Leutnant teilnahm, als die letzte erfolgreiche Kavallerieattacke des 19. Jahrhunderts.
In der indischen Kolonialarmee wurden einige Regimenter aufgestellt (vorwiegend bengalische Verbände), in Australien eines. Das letzte Ulanenregiment in Indien wurde 1947 aufgelöst.
Heute gibt es in Großbritannien nur noch das mit leichten Panzern ausgestattete Aufklärungsregiment Royal Lancers, das am 2. Mai 2015 durch Verschmelzung der 9th/12th Royal Lancers und der Queen’s Royal Lancers entstand.

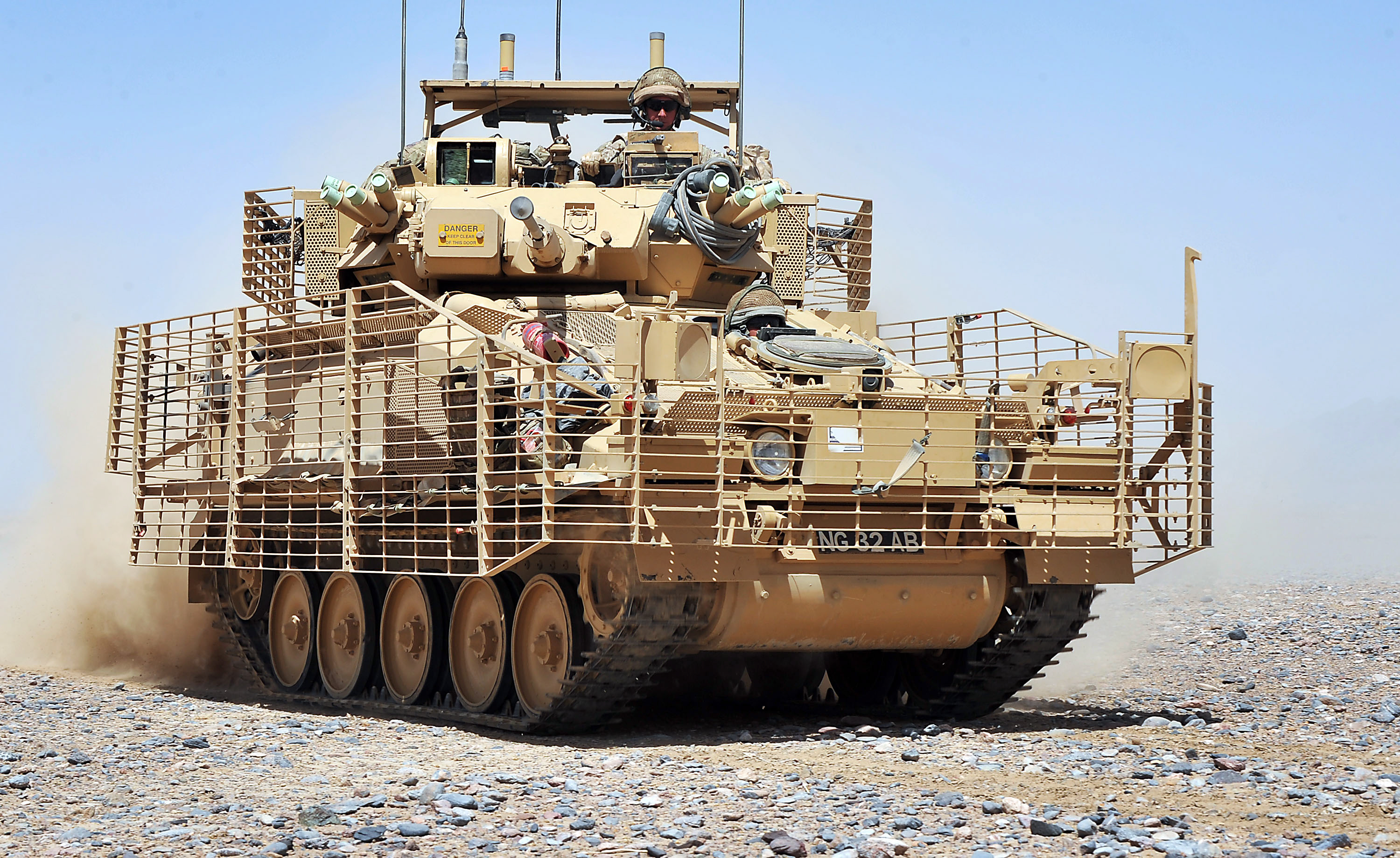
CVR(T) Scorpion der 9th/12th Royal Lancers im Afghanistankrieg (2011)

### Österreich-Ungarn

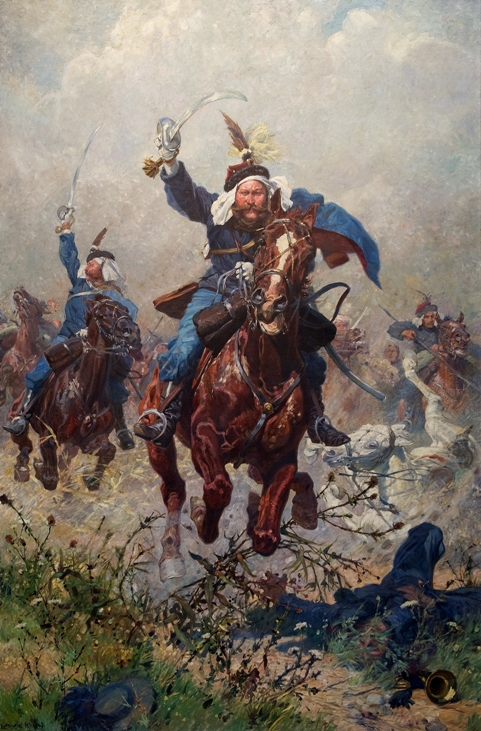
Oberst Maximilian Ritter von Rodakowski und das Ulanen-Regiment Nr. 13 in der Schlacht bei Custozza. (Gemälde von Ludwig Koch, 1908. Öl auf Leinwand, Heeresgeschichtliches Museum Wien)

Nach der Ersten Polnischen Teilung 1772 stellten die Polen im österreichischen Teilungsgebiet auf Anordnung des österreichischen Kaisers Joseph II. einen Uhlanen-Pulk auf (Pulk heißt auf Polnisch auch „Regiment“). Dieser bestand aus 300 Adligen (poln. Szlachta) („Towarzysz“, zu deutsch „Genosse“) und 300 Untertanen („Pocztowy“, also „Begleiter“). Als am 1. November 1791 der Türkenkrieg beendet wurde, errichtete man das erste Ulanen-Regiment. Bis zum Anfang des 19. Jahrhunderts wurden zwei weitere aufgestellt, und bis 1851 durch die Auflösung einiger Husaren und Chevaulegers-Regimenter weiter verstärkt. Aus allen Gebieten der Doppelmonarchie konnten nun Soldaten diesen Einheiten beizutreten, die meisten stammten jedoch aus Galizien und Kroatien-Slawonien. 1883 wurde zwar die für Ulanen typische Lanze abgeschafft, die Bezeichnung als Ulanen blieb erhalten. 1918 teilte die Truppengattung das Schicksal der Monarchie und ging mit ihr unter. (Siehe auch K.u.k. Ulanen.)

### Russland
Auch Russland stellte Ulanenregimenter auf, von denen jedoch Ende des 19. Jahrhunderts nur noch zwei (Garde) übrig geblieben waren. Die gemeine Kavallerie bestand nur noch aus Dragonern, als leichte Lanzenreiter wurden Kosaken eingesetzt.

### USA
Das zu Beginn des US-Bürgerkriegs in Stärke von zwölf Kompanien aufgestellte 6th Pennsylvania Cavalry Regiment führte den Beinamen Rush's Lancers, da der unter dem Kommando von Colonel Richard H. Rush stehende Verband zunächst mit neun Fuß (2,74 m) langen Holzlanzen mit einem elf Zoll (28 cm) langen Blatt bewaffnet war, die jedoch im Mai 1863 durch Karabiner ersetzt wurden.
Die Uniform zeigte keinerlei Elemente der traditionellen Ulanenuniform, sondern bestand aus dem für die Unionstruppen typischen dunkelblauen Waffenrock mit der gelben Waffenfarbe der Kavallerie, Képi und dunkelblauen, ab 1862 hellblauen Hosen. Traditionsträger ist heute der A Troop des I/104th Cavalry Regiment als Formation der Army National Guard.